# 妙妙犬布麗
《妙妙犬布麗》（英語：Bluey）是一部澳洲兒童動畫，於2018年10月1日於ABC Kids首播。舞台以澳大利亞昆士蘭州布里斯班市為藍本，主角是一隻充滿活力、想像力和好奇心的6歲藍色澳洲牧牛犬布麗，她與父母還有妹妹
一起生活，描繪一家四狗的故事。曾被紐約時報評為2020年度最佳電視節目之一。

## 主要角色
兒童角色由節目製作人員的小孩配音，因此官方並沒有公布配音演員的真名。
- 布麗(Bluey Heeler)

主角之一，藍色的澳洲牧牛犬，6歲(第1集~第118集前段)~7歲(第118集後段至今)。班迪、琪琪的長女，鮑伯、克莉絲的孫女，莫特、琪琪媽媽的外孫女，雷德利、史踹普、崔西、布蘭蒂的姪女，小琪的神仙教女兼姪女，賓果的姐姐，曼曼、珊珊的堂姐。克蘿依的摯友。
配音員：中国大陆:陆怡萱 台灣：錢欣郁 香港：何凱怡

- 賓果(Bingo Heeler)

主角之一，紅色的澳洲牧牛犬，4歲(第1集~第95集)~5歲(第96集至今)。班迪、琪琪的次女，鮑伯、克莉絲的孫女，莫特、琪琪媽媽的外孫女，雷德利、小琪、史踹普、崔西、布蘭蒂的姪女，布麗的妹妹，曼曼、珊珊的堂姐。莉拉的摯友。
配音員：中国大陆:张梓琳 台灣：陳貞伃 香港：植婉雯

- 班迪/爸爸(Bandit Heeler/Dad)

主角之一，藍色的澳洲牧牛犬，布麗、賓果的爸爸，琪琪的丈夫，鮑伯、克莉絲的次子，莫特、琪琪媽媽的女婿，雷德利的弟弟，史踹普的哥哥，崔西的二伯，Brandy的妹婿，小琪的二叔，曼曼、珊珊的伯父。
配音員：英語：David McCormack/中国大陆:张云龙/台灣：夏治世 香港：伍博民

- 琪琪/媽媽(Chilli Heeler/Mum)

主角之一，紅色的澳洲牧牛犬，布麗、賓果的媽媽，班迪的妻子，鮑伯、克莉絲的媳婦，莫特、琪琪媽媽的次女，雷德利的二嬸、史踹普的二嫂，崔西、小琪的妯娌，布蘭蒂的妹妹，曼曼、珊珊的伯母。
配音員：英語：Melanie Zanetti/中国大陆:任怡洁/台灣：謝佼娟 香港：陳雪瑩
- 史踹普/史踹普叔叔(Stripe Heeler/Uncle Stripe)

藍色的澳洲牧牛犬，曼曼、珊珊的爸爸，崔西的丈夫，鮑伯、克莉絲的三子，班迪、雷德利的弟弟，琪琪、小琪的小叔，布麗、賓果的叔叔。
配音員：台灣：王辰驊
- 崔西/崔西嬸嬸(Trixie Heeler/Aunt Trixie)

灰色的澳洲牧牛犬，曼曼、珊珊的媽媽，史踹普的妻子，鮑伯、克莉絲的媳婦，雷德利、班迪的弟媳，琪琪、小琪的妯娌，布麗、賓果的嬸嬸。
配音員：台灣：林筱玲(第一季)/傅瑋霖(第二季至今)
- 曼曼(Muffin Heeler)

灰色的澳洲牧牛犬，3歲(第7集~第118集前段)~4歲(第118集後段至今)，史踹普、崔西的長女，鮑伯、克莉絲的孫女，雷德利、小琪、班迪、琪琪的姪女，珊珊的姐姐，布麗、賓果的堂妹。
配音員：台灣：謝佼娟
- 珊珊(Socks Heeler)

藍色的澳洲牧牛犬，1歲(第7集~第52集)~2歲(第63集至今)，史踹普、崔西的次女，鮑伯、克莉絲的孫女，雷德利、小琪、班迪、琪琪的姪女，曼曼的妹妹，布麗、賓果的堂妹。
配音員：台灣：林筱玲(第一季)/傅瑋霖(第二季至今)

## 常設角色
赫勒家庭：
- 布麗(Bluey Heeler)

詳見主要角色
- 賓果(Bingo Heeler)

詳見主要角色
- 班迪/爸爸(Bandit Heeler/Dad)

詳見主要角色
- 琪琪/媽媽(Chilli Heeler/Mum)

詳見主要角色
- 史踹普/史踹普叔叔(Stripe Heeler/Uncle Stripe)

詳見主要角色
- 崔西/崔西嬸嬸(Trixie Heeler/Aunt Trixie)

詳見主要角色
- 曼曼(Muffin Heeler)

詳見主要角色
- 珊珊(Socks Heeler)

詳見主要角色
- 雷德利/雷叔叔(Radley ‘Rad’ Heeler/Uncle Rad)

紅藍色澳洲牧牛犬，小琪的丈夫，班迪、史踹普的哥哥，在石油鑽井平台上工作所以無法經常與家人團聚。在某一次幫忙班迪當保母照顧布麗與賓果時認識了小琪，兩人發現彼此有一些共同點，例如對堅果護髮產品的熱愛，這似乎讓他們結下了永久的友誼，雷德利最終向小琪求婚並成功結婚。
- 莫特/外公(Mort Cattle/grandad)

紅色澳洲牧牛犬，琪琪的爸爸，患有心絲蟲病但不願多休息，因此讓琪琪傷腦筋；不擅長使用科技產品，如手機；喜歡吃的食物是咖哩香腸。

## 其他角色
小琪
小英
嘟嘟
哈妮
海克力
傑克
小迪
柔柔
艾非
可可
貝拉
拉奇
派特
麥肯錫
克蘿衣

## 外部連結
- 官方网站
- 互联网电影数据库（IMDb）上《妙妙犬布麗》的资料（英文）

|  | 本條目含有的部分文本，作者為此处所列用户，以CC BY-SA 3.0授權條款釋出。 |